# Gods of Grind
Gods of Grind är ett splitalbum av death metal-bandet Entombed, doom metal-banden Cathedral, Confessor och grindcore-bandet Carcass. Albumet släpptes 1992. Oavsett albumets namn så är det bara Carcass som spelar grindcore.

## Låtförteckning
1. "Stranger Aeons" - 03:27 (Entombed)
2. "Incarnated Solvent Abuse" - 04:44 (Carcass)
3. "Soul Sacrifice" - 04:33 (Cathedral)
4. "Condemned" - 04:43 (Confessor)
5. "Tools of the Trade" - 03:06 (Carcass)
6. "Dusk" - 02:36 (Entombed)
7. "Golden Blood" - 08:11 (Cathedral)
8. "Pyosified" - 03:10 (Carcass)
9. "Shreds of Flesh" - 02:05 (Entombed)
10. "Autumn Twilight" - 05:49 (Cathedral)
11. "Last Judgement" - 05:11 (Trouble cover) (Confessor)
12. "Hepatic Tissue Fermentation II" - 06:38 (Carcass)
13. "Frozen Rapture" - 06:08 (Cathedral)
14. "Endtime" - 04:32 (Trouble cover) (Confessor)

## Banduppsättning

### Carcass
- Jeff Walker - sång, bas
- Bill Steer - gitarr, sång
- Michael Amott - gitarr
- Ken Owen - trummor

### Cathedral
- Lee Dorian -sång
- Gary "Gaz" Jennings - gitarr
- Adam Lehan - gitarr
- Mark Griffiths - bas
- Mark Ramsey Wharton - trummor

### Entombed
- Alex Hellid - gitarr
- Nicke Andersson - sång, trummor
- Uffe Cederlund - gitarr
- Lars Rosenberg - bas